# Scarpantina modesta
Scarpantina modesta är en insektsart som beskrevs av William Lucas Distant 1906. Scarpantina modesta ingår i släktet Scarpantina och familjen Flatidae. Inga underarter finns listade i Catalogue of Life.